# أمانة المنطقة الشرقية (السعودية)
أمانة المنطقة الشرقية هي أحد الإدارات الحكومية المسؤولة عن تطوير المنطقة الشرقية بالمملكة العربية السعودية. وأمين المنطقة الشرقية الحالي هو المهندس فهد بن محمد الجبير. تتكفل الأمانة بتوفير الخدمات للمنطقة وضواحيها في كافة مرافقها، من التخطيط العمراني وتوفير الطرق والإنارة والتجهيزات الأساسية وتحسين وتجميل المدينة بالإضافة إلى إدارة الخدمات اللازمة للحفاظ على نظافة وصحة البيئة، وتحسين جودة الحياة ومسارات التحسين، مع ضرورة التثبّت من تضمين صور للبلاغات لتقييمها قبل وبعد معالجتها، ورصد المواقع التي تحتاج إلى حملات تقوم من خلالها البلديات بإشراك المقاولين في دعمها بالقدرات الآلية والبشرية لمعالجة المستهدف منها بأسرع وقت ممكن، والتعاون والربط مع الجهات ذات العلاقة لتسهيل أعمال البلديات التابعة، ومعالجة العشوائيات لبعض المواقع.دعم اقتصاديات المدن والمحافظات في المنطقة الشرقية من خلال طرح الفرص والمبادرات الاستثمارية وريادة الاعمال وتقديم الدعم والمساندة للمستثمرين ورواد الاعمال عبر التسهيل والتسريع والتمكين لبدء الاعمال وتنفيذ المشاريع الاستثمارية مما يساهم في خلق الفرص الوظيفية واشراك القطاع الخاص بالتنمية والتطوير بما يدعم اهداف الرؤية.

## البلديات التابعة
تندرج تحت الأمانة عدة بلديات تابعة، تشمل:

### بلدية الظهران
تقع الظهران على أعلى منطقة من جنوب مدينة الدمام تحدها جنوباً وشرقاً مدينة الخبر وشمالاً وغرباً مدينة الدمام، كما يتبع لها شاطئ نصف القمر الواقع في جنوب المدينة والذي يعتبر الواجهة السياحية الأولى بالمنطقة الشرقية. يترأس بلدية الظهران المهندس فيصل بن عبدالهادي القحطاني.

### بلدية شرق الدمام
تأسست بلدية شرق الدمام في عام 1423 و تعد بلدية شرق الدمام من البلديات الفرعية المستحدثة لتخدم الجزء الشرقي والجنوبي لمدينة الدمام وذلك لوجود بلدية فرعية تقوم بخدمة المواطنين والمقيمين على حد سواء. ترأس البلدية منذ تأسيسها:
1. م/صالح بن حامد الغامدي من تأسيس البلدية من 1423هـ إلى 1428هـ.
2. م/زياد بن محمد مغربل من عام 1428هـ إلى 1432هـ.
3. م/زياد بن عبد الكريم السويدان من عام 1432هـ حتى 1436 .

يترأس بلدية شرق الدمام المهندس / فايز بن علي الأسمري من 1444هـ حتى الوقت الحالي.

### بلدية وسط الدمام
أنشئت بلدية وسط الدمام عام 1426هـ وتقدم الأعمال والخدمات العامة للمستفيدين بما يتوافق مع اشتراطات وضوابط التنمية، ولها هيكل تنظيمي وكوادر إدارية وفنية لممارسة الاختصاصات والمهام لتحقيق أهدافها. يترأس البلدية المهندس مازن بن عادل بخرجي.

### بلدية غرب الدمام
أنشئت بلدية غرب الدمام بتاريخ 1415/12/26هـ.

### بلدية محافظة القطيف
بلدية محافظة القطيف هي بلدية يقع مركزها في وسط مدينة القطيف.

### بلدية الخبر
يترأس البلدية المهندس مشعل الحميدي الحربي .

## الأمراء والمحافظون
تتضمن القائمة التالية أمراء المنطقة الشرقية منذ تأسيس المملكة:
- الأمير عبد الله بن جلوي بن تركي آل سعود (1331هـ - 1354هـ).
- الأمير سعود بن عبد الله بن جلوي آل سعود (1354هـ - 1386هـ).
- الأمير عبد المحسن بن عبد الله بن جلوي آل سعود(1387هـ - 1405هـ).
- الأمير محمد بن فهد بن عبد العزيز آل سعود(1405هـ - 1434هـ).
- الأمير سعود بن نايف بن عبد العزيز آل سعود(1434هـ- حتى الآن).

## وصلات خارجية
- موقع أمانة المنطقة الشرقية الرسمي.